# Pencer
Pencer im Mickinock Township in Minnesota ist ein Census-designated place in den Vereinigten Staaten.
Pencer liegt südlich von Roseau.

## Infrastruktur
Der nächstgelegene internationale Flughafen befindet sich in Winnipeg.